# Fideos dan dan
Los fideos dan dan (en chino tradicional, 擔擔麵; en chino simplificado, 担担面; pinyin, dàndàn miàn) se trata de un plato clásico de los fideos chinos de la cocina Sichuan. Este lleva diversas verduras en conserva, aceite de chile, pimienta de Sichuan, carne de cerdo, todo ello servido en una sopa de fideos.
En la cocina chino-estadounidense hay diversas variantes que incluyen mantequilla de cacahuete, aceite de sésamo, etc. Con este plato se elabora una variante Sichuan denominada suanla chaoshou. Su preparación es muy sencilla y muchos de los libros de cocina asiática incluyen recetas de este plato.

## Emplatado
Es un plato que se sirve fundamentalmente en la calle. El nombre proviene de los bambúes que llevan los vendedores callejeros que transportan esta comida. Se sirve caliente acompañado de su caldo y se trata de un plato de fideos muy popular y barato. Es de resaltar su fuerte olor a ajo.
|                          |
| Fideos dan dan en Taiwán |

|                         |
| Fideos dan dan en Japón |

|                           |
| Fideos dan dan en América |